# Остров погибших кораблей
«Остров погибших кораблей» — приключенческий роман русского советского писателя-фантаста Александра Беляева. Роман был впервые опубликован в 1926—1927 годах в журнале «Всемирный следопыт».

## История
В 1923 году Александр Беляев переехал из Ялты в Москву, где работал юрисконсультом в Наркомпочтеле. В Москве он прожил с семьёй до 1928 года до своего переезда в Ленинград. За этот период своего творчества он написал рассказ (позже роман) «Голова профессора Доуэля», романы «Остров погибших кораблей», «Последний человек из Атлантиды», «Человек-амфибия», «Борьба в эфире» и серию рассказов.
Роман «Остров погибших кораблей» был впервые опубликован в 1926—1927 годах (журнал «Всемирный следопыт», 1926, № 3, 4; 1927, № 5, 6; отдельное издание (вместе с романом «Последний человек из Атлантиды») — М.-Л., «ЗиФ», 1927, 2-е изд. — 1929).

## Сюжет
Большой трансатлантический лайнер «Бенджамен Франклин» отправляется из Генуи в Нью-Йорк. На его борту оказывается сыщик Джим Симпкинс, препровождающий в Соединённые Штаты арестованного им в Европе Реджинальда Гатлинга, которого разыскивали за совершения убийства. Во время шторма судно начинает тонуть, однако из-за нерешительности сыщика они выбираются на палубу слишком поздно, когда все шлюпки со спасающимися пассажирами и экипажем уже отплыли. Тем не менее лайнер остался на плаву (так как затоплены не все — а только часть его отсеков), и оставшиеся на нём Симпкинс, Гатлинг и спасённая им из воды дочь американского миллиардера мисс Вивиан Кингман дрейфуют по океану, пока течение не заносит их куда-то во внутреннюю область Саргассова моря.
Вскоре дрейфующий лайнер прибывает к «тихой пристани». Оказывается, здесь образовался целый остров из заносимых сюда на протяжении многих веков останков кораблей всех времён и народов — Остров Погибших Кораблей. На острове живёт несколько десятков обитателей, жертв кораблекрушений. Поскольку женщин среди них почти нет, местные законы обязывают каждую вновь прибывшую девушку в определённом порядке выбрать себе мужа. Фергус Слейтон, губернатор острова — весьма тёмная личность — собирается присвоить руку Вивиан, и, чтобы избежать наиболее опасных соперников, сажает под арест Симпкинса и Гатлинга. Однако на острове много недовольных властью губернатора, и им подсказывают путь к побегу из карцера. Гатлинг появляется на церемонии выбора жениха как раз вовремя, чтобы вступить в поединок с Фергусом. Победив его, с согласия Вивиан он становится её формальным мужем. Чтобы избежать мести Слейтона, Гатлинг с несколькими обитателями решает отремонтировать германскую подводную лодку и сбежать с острова. Когда они уже собираются отчалить, появляется Фергус с приспешниками. Завязывается перестрелка, в которой губернатор получает ранение, а беглецам удаётся скрыться. Подлодка проходит большое расстояние — но потом возникает необходимость всплыть — чтобы пополнить запас воздуха. Однако при попытке всплытия подлодка застревает в густых зарослях водорослей. Кислород в лодке почти на исходе, и Гатлинг хочет выбраться наружу — чтобы ножом расчистить облепившие подлодку водоросли и позволить ей всплыть. Однако раненому в перестрелке в плечо Гатлингу явно не под силу это сделать, остальные отговаривают его, и спасти всех вызвался Симпкинс. Вооружившись ножом, сыщик через торпедный люк покидает лодку и начинает резать водоросли, время от времени всплывая по поверхность отдышаться. В это время люди в подлодке уже почти задохнулись, и, когда им уже казалось, что всё кончено — очищенная от водорослей подлодка всплывает — и все люди на ней спасаются. Вскоре их подбирает заметивший её американский пароход. На пароходе Симпкинс узнаёт из газеты, что преступление, в котором обвинялся Гатлинг, раскрыто и настоящий преступник наказан.
По прибытии в Штаты Вивиан выходит замуж за Реджинальда. Вскоре они решают снарядить научную экспедицию в Саргассово море. К ним присоединяется Симпкинс, стремящийся раздобыть на Острове Погибших Кораблей важные документы и до конца раскрыть тайну Слейтона. После сложного пути экспедиция на судне «Вызывающий» находит Остров, на котором после их бегства развернулись драматические события.
Посчитав Слейтона убитым в перестрелке с беглецами, его соперник Флорес объявил себя губернатором и распорядился построить мостки к небольшому соседнему «Новому Острову» из останков кораблей, чтобы чем-то занять жителей и возможно найти новые пригодные для жизни корабли. На Новом Острове был обнаружен единственный одичавший обитатель. Выживший Слейтон в надежде вернуть себе статус воспользовался ситуацией, но в прямой стычке островитяне встали на сторону нового губернатора. Впрочем, победив, Флорес решается на хитрость, чтобы окончательно обезвредить пленённого противника под покровом ночи. Фергус, сумев воспользоваться ловушкой в свою пользу, вновь захватывает власть на острове. Обнаружив прибытие экспедиции Гатлинга и проведя дружеские переговоры, островитяне отказываются выполнять приказы враждебно настроенного губернатора, и Слейтон вынужден бежать. Он прячется на паруснике «Сивилла».
Найдя нужные документы, Симпкинс выясняет, что одичавший обитатель Нового Острова — это талантливый пианист Эдвард, младший брат Слейтона, настоящее имя которого Авраам Гортван. В своё время отец братьев, богатый судовладелец Роберт, лишил Авраама наследства за кражу денег и попытку обвинить в этом брата. После смерти отца Авраам прокутил и те деньги, которые ему выделил брат по доброте душевной, и пожелал присвоить себе оставшееся. Путём взяток он добился признания Эдварда душевнобольным, оформил над ним опеку и поместил брата в психиатрическую клинику. Однако его афера оказалась под угрозой срыва, когда старых чиновников и врачей начали сменять новые, и Авраам, взяв с собой Эдварда, уехал на пароходе на Канарские острова. По пути их застиг сильный шторм, судно затонуло, и они на шлюпке добрались до Нового Острова. Ночью после прибытия Авраам перебрался на Большой Остров, оставив Эдварда в одиночестве. Авраам обеспечивал брата минимумом необходимого, ожидая, когда тот действительно потеряет разум, что позволит восстановить опеку над ним по возвращении в цивилизацию.
Пока экспедиция занимается исследованиями острова и его подводного мира, Симпкинс, ведомый любопытством и жаждой наживы, охотится за сокровищами и случайно выясняет, где прячется Слейтон, которому помогает пристрастившийся к курению опиума китаец Хао-Жень. Парусник осаждают, но внезапно китаец, появившись на палубе, бросает взрывчатку в соседний пароход. В результате взрыва загорелась нефть, остававшаяся в цистернах парохода, огонь начал быстро распространяться. Жители спасаются на «Вызывающем», после чего остров полностью погибает в пламени. Судьба Слейтона остаётся неизвестной.

## Персонажи
- Вивиан Кингман — дочь американского миллиардера, возвращающаяся из путешествия по Европе.
- Реджинальд Гатлинг — инженер по кораблестроению, подозревавшийся в убийстве своей невесты после того, как она была просватана другому; был арестован Симпкинсом после прибытия в Европу, где собирался искать новую жизнь.
- Джим Симпкинс — нью-йоркский сыщик; жаден до денег, но не лишён чувства справедливости. Является убеждённым борцом с преступностью и в конечном итоге раскрывает преступления Слейтона.
- Делла Джексон — прежняя возлюбленная Гатлинга, дочь хозяина завода, где Реджинальд работал; по настоянию отца должна была выйти за сына банкира Лорроби, но была им убита, когда отказалась от этого своего решения.
- Лорроби — сын богатого банкира, жених Деллы Джексон; получив от неё окончательный отказ, подстерёг и убил девушку в лесу, где она должна была встретиться с Гатлингом для прощания, так что в результате подозрение пало на него; вёл отвратительный образ жизни, что и послужило Делле причиной разрыва; за время отсутствия Гатлинга и Симпкинса был уличён в совершённом преступлении и пойман.
- Томсон — профессор-океанограф, участник повторного визита на Остров Погибших Кораблей.
- Тамм и Мюллер — его ассистенты.
- Муррей — капитан корабля «Вызывающий», на котором был совершён повторный визит к Острову Погибших Кораблей.
- некоторые обитатели Острова Погибших Кораблей (всего 43 человека):
  - Фергус Слейтон (Авраам Гортван) — губернатор острова, держит жителей в строгом подчинении, всячески подчёркивает свой особый статус; жестокий аферист, мечтающий присвоить состояние своего брата, поскольку своего был лишён; временно скрывается на Острове, чтобы вернувшись, вернее добиться своей цели;
  - Флорес — вероятно, мексиканец, главный соперник Фергуса Слейтона, после него ставший губернатором острова; хотя часто груб, любит свою жену Мэгги и неплохо манипулирует людьми: сумел завоевать популярность, в том числе ослабив давление на жителей и приблизив некоторых из них к себе, а также покупая лояльность островитян выдачей им новых костюмов, улучшением питания и вином. Честолюбивый и неразборчивый в средствах (собирался тайно убить пленного Слейтона и охраняющего его часового — чтобы представить дело так, как будто Слейтон выбрался из карцера, убил часового и скрылся. Также до этого после боя с Гатлингом и его спутниками сбросил тяжело раненого пулей Слейтона в воду, обрекая его на смерть), но при этом обращается с людьми гораздо лучше тирана Слейтона.
  - Мэгги Флорес — жена Флореса; при прибытии на остров была выдана за губернатора Слейтона, родила ему сына, терпела его жестокость; получила развод и вышла за Флореса, когда Слейтон пожелал жениться на недавно попавшей на остров француженке, прибывшей на немецкой подводной лодке; после её гибели (скорее всего — самоубийства) Слейтон попытался вернуть бывшую жену, но Флорес и остальные не позволили ему этого.
  - Аристид Доде по прозвищу «Тернип» (англ. turnip — репа) — француз, бывший владелец бумажных и обойных фабрик; один из участников и организаторов побега главных героев (именно он подсказал Гатлингу идею бегства на подводной лодке); получил своё прозвище из-за лысой головы с пучком волос на темени.
  - Ида Доде (Ида Тернип) — жена Аристида Доде, почтенная пожилая женщина; покинула остров при побеге вместе с мужем и главными героями.
  - Профессор Людерс — немец, учёный, увлекшийся на острове историей кораблестроения; собрал большую коллекцию бортовых журналов, часть которой даже сумел спасти от пожара; Флорес назначил его «советником по делам колоний».
  - Джулио Бокко — пожилой итальянец, самый старый человек на острове, назначен Флоресом своим вторым секретарём; вёл мирные переговоры по прибытии экспедиции на «Вызывающем» и, не желая кровопролития, подговорил островитян на мятеж против Слейтона.
  - Хао-Жень — китаец, от тоски по родной земле пристрастившийся к курению опиума; будучи безвольным человеком, безоговорочно подчиняется Фергусу Слейтону.
  - О’Гара — ирландец, пытался добиться руки Вивианы в поединке с губернатором, но проиграл; назначен Флоресом своим личным секретарём
  - Боб — негр, прислуживавший губернатору Слейтону, а после него Флоресу.
  - Эдвард Гортван — младший брат Авраама Гортвана, называвшего себя Фергусом Слейтоном; талантливый пианист, ставший жертвой алчности своего брата.

## Экранизации
- В 1987 году по мотивам романа был снят одноимённый мюзикл.
- В 1994 году по мотивам романа снят фильм-антиутопия «Дожди в океане».
- В 2024 году по мотивам романа был поставлен мюзикл во Дворце культуры г.Ревда.

## В современной культуре
- В компьютерной игре «Корсары: Город потерянных кораблей» главный герой попадает на остров, созданный из обломков кораблей.
- В мультсериале «Утиные истории» (17 серия 1-го сезона) действие происходит на острове разрушенных кораблей. Часть событий и действующих лиц сходны с таковыми в романе Беляева.
- В фильме «Пираты Карибского моря: На краю света» Братство пиратов проводит собрание на Острове погибших кораблей — месте, которое представляет собой гору из обломков и целых кораблей.